# Lac de Ledro
Le lac de Ledro (en allemand : Ledrosee) est situé dans les montagnes autour du lac de Garde dans la province autonome de Trente. 

## Géographie
Le lac de Ledro est situé à 652 m d'altitude, au centre de la vallée de Ledro, entre le lac de Garde et le lac d'Idro à l'extrémité est de la vallée formée par le rio Palvico. Le lac a une superficie de 2,187 km2. Le point le plus bas est 47 m sous la surface de l'eau. 

## Caractéristiques
Autour du lac de Ledro, il y a trois endroits marqués par l'agriculture et le tourisme : 
- Molina di Ledro (du côté sud-est du lac)
- Pieve di Ledro (du côté nord-ouest du lac)
- Mezzolago (entre Molina et Pieve)

## Faune
Dans le lac de Ledro se trouvent les espèces de poissons suivantes : Alosa agone (une espèce du genre Alose), anguille, Alburnus arborella (une espèce du genre Alburnus), la truite, le chevesne, la perche, la perche soleil, le brochet, le carassin, la carpe, la lotte et la tanche. 

## Centrale hydroélectrique
Depuis 1928, les eaux de lac sont utilisées pour la production d’électricité. Dans le processus, l'eau est acheminée vers la centrale hydroélectrique de Riva del Garda, conçue par Giancarlo Maroni, située à près de 600 mètres plus bas, via un tunnel de 6 km de long. Afin de ne pas perturber le tourisme du lac de Ledro en prenant de l'eau, celle-ci est prélevée uniquement en hiver et pompée vers le lac de Ledro en été. Le niveau d'eau du lac varie entre 1 et 1,5 mètre. La centrale a été modernisée et agrandie à plusieurs reprises, plus récemment en 1999. La production totale générée est de 133 gigawattheures par an. 

## Découvertes archéologiques

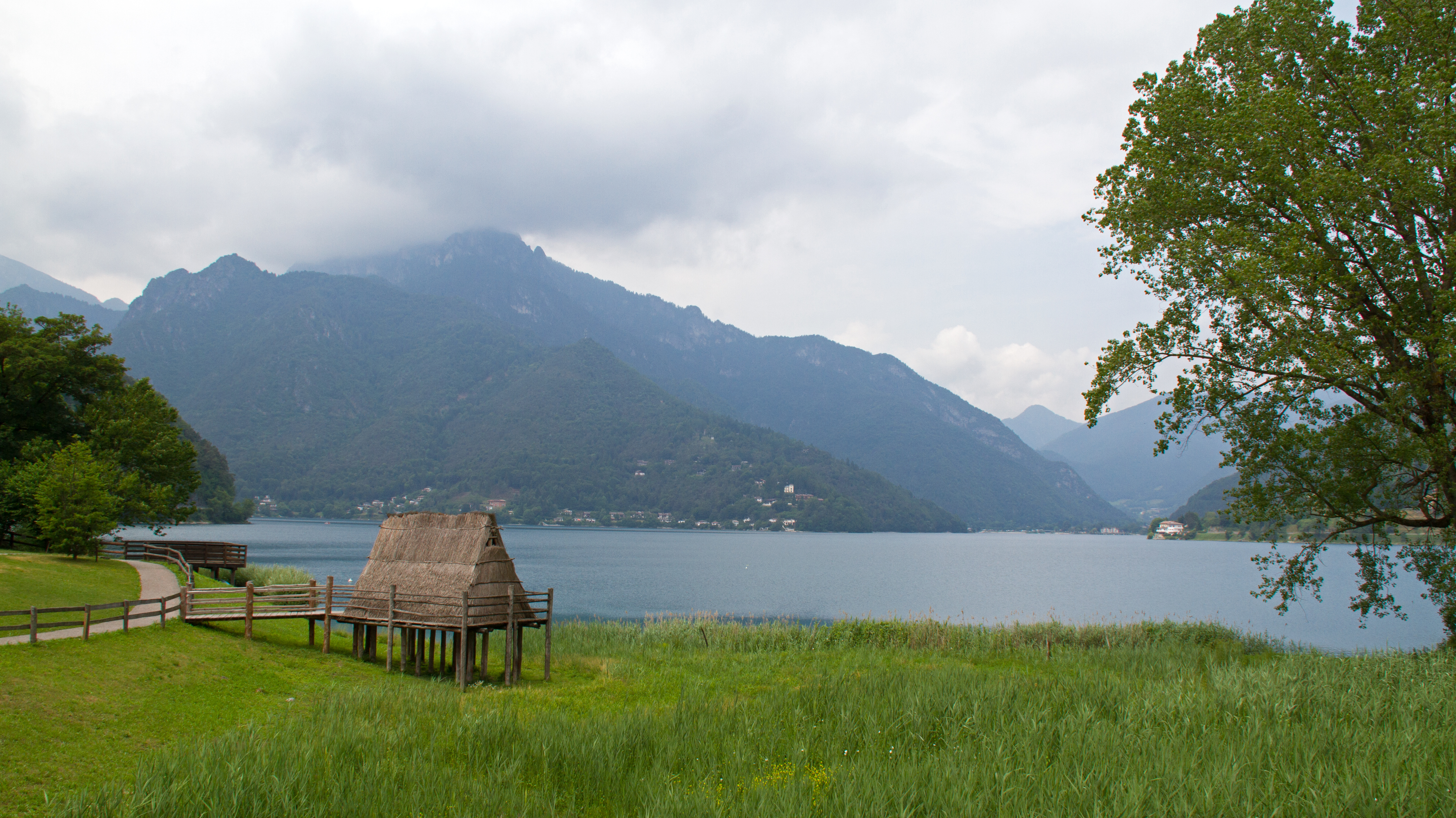
Vue sur le lac de Ledro avec habitations sur pilotis.

Le lac de Ledro est devenu célèbre pour ses découvertes archéologiques. Lorsque, en 1929, le niveau de l’eau avait baissé après la mise en service de la centrale de Riva del Garda, des pieux ont été découverts au fond du lac, qui se sont révélés être des vestiges de maisons sur pilotis datant de l’âge du bronze, construites il y a environ 4 000 ans. En raison des bouleversements de la guerre et de la crise économique qui a suivi, les recherches archéologiques n’ont pu être poursuivies qu’en 1957. De nombreuses découvertes étaient tombées entre les mains de trafiquants qui s’étaient livrés à un commerce lucratif. Ce qui restait peut être vu aujourd'hui au Museo delle Palafitte  à Molina di Ledro. On peut notamment y voir une pirogue et des maisons sur pilotis reconstruites à l'échelle. 
Depuis 2011, les maisons sur pilotis du lac de Ledro, comme à Fiavé, sont classées au patrimoine mondial de l'UNESCO. 

## Tourisme
Depuis les années 1980, le lac et les villages environnant se sont développés sur le plan touristique et servent de base touristique aux vacanciers. De nombreux hôtels, appartements et maisons de vacances sont proposés comme hébergement. 

## Galerie

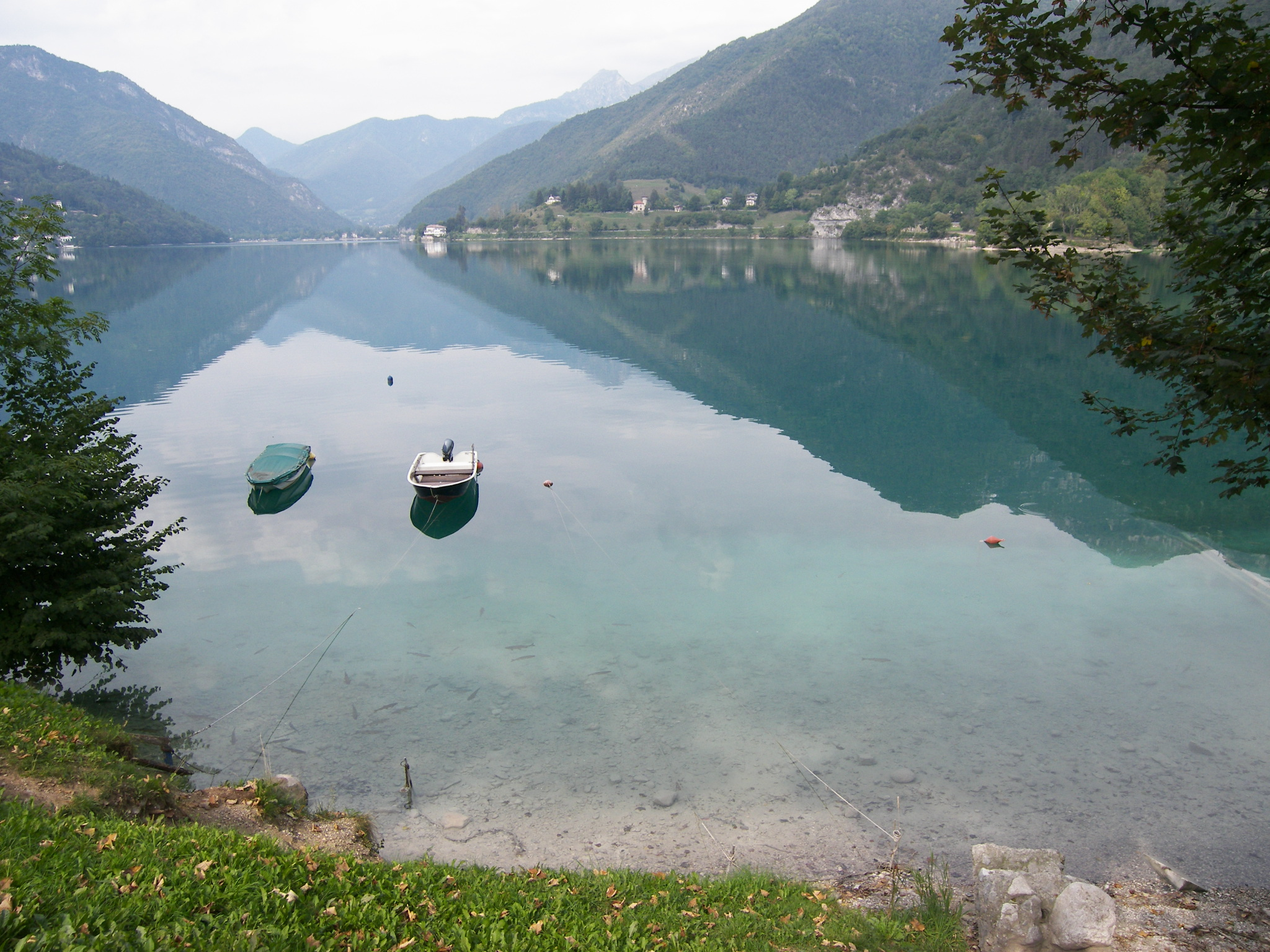
Vue sur le lac.
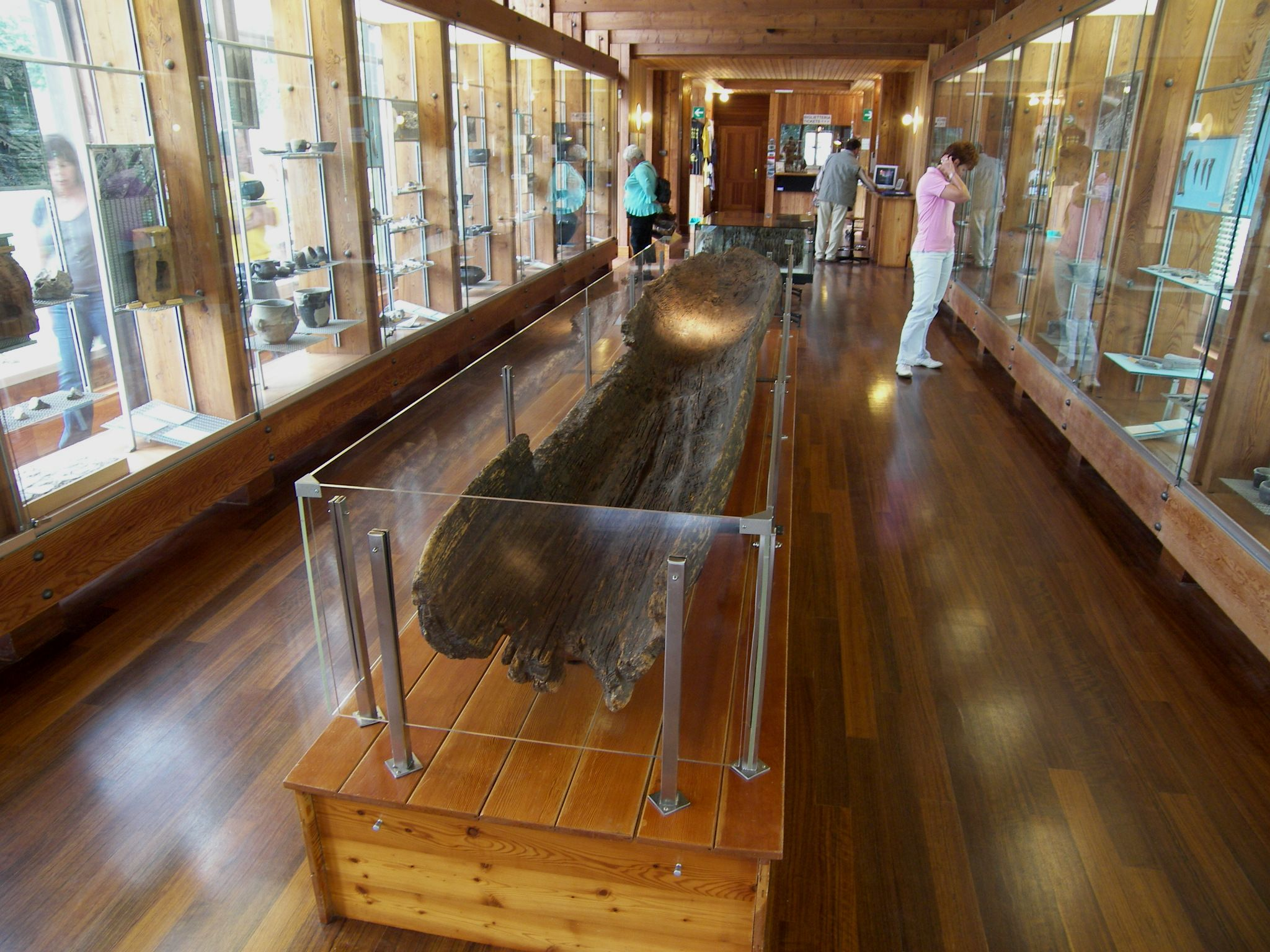
La pirogue de 3 500 ans dans le musée
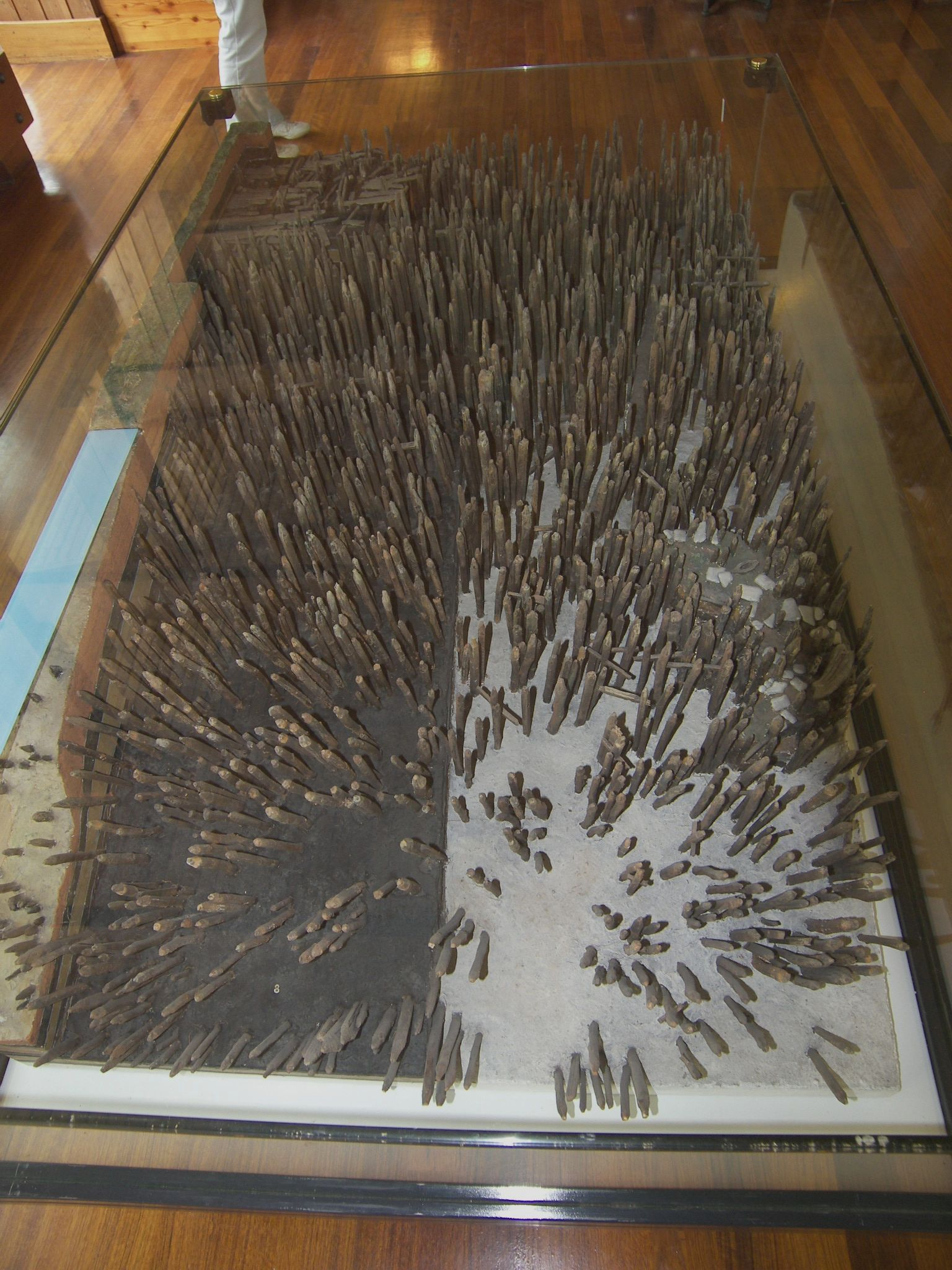
Le Pfahlemodell dans le musée.
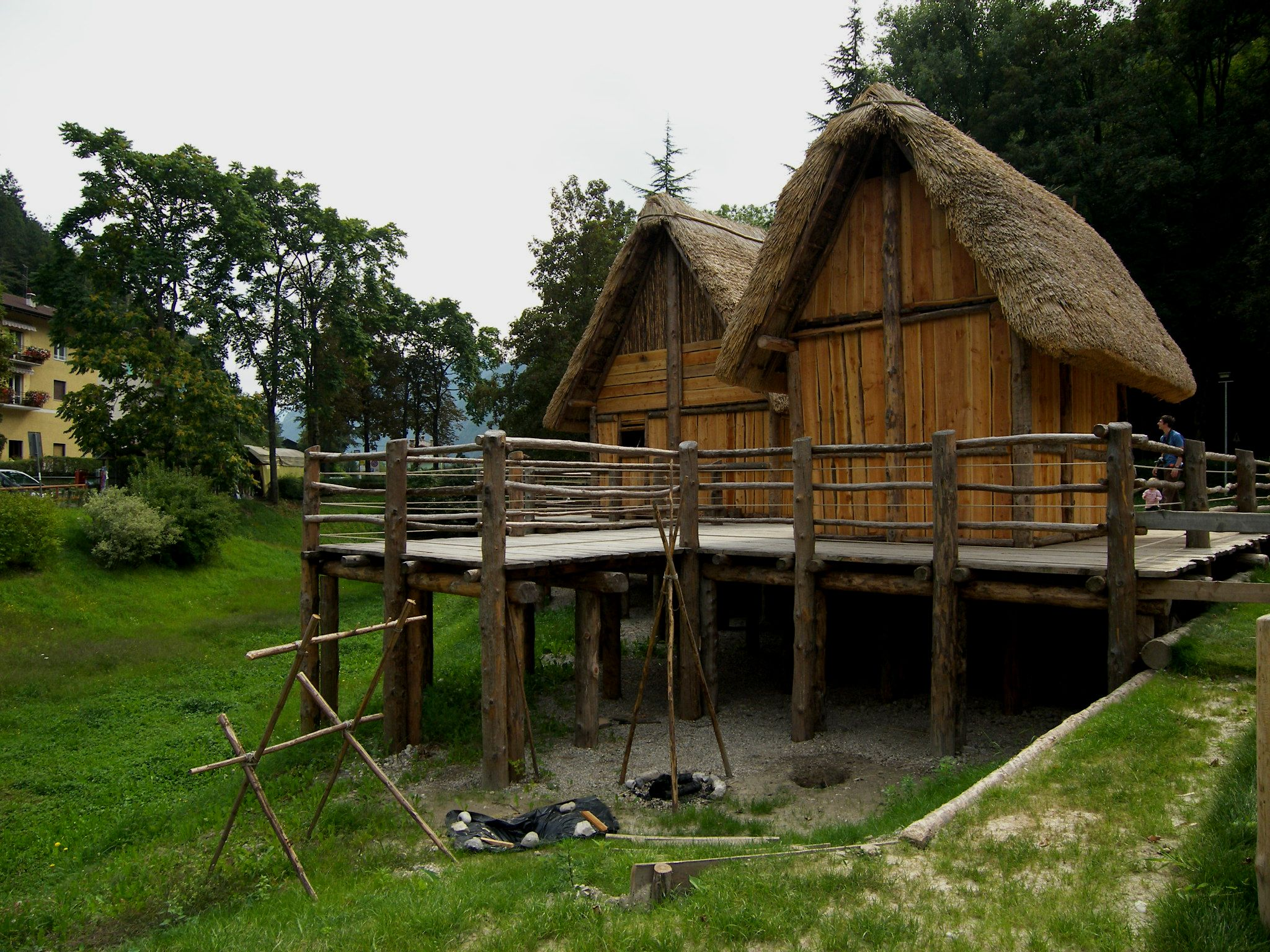
Représentation fidèle des maisons sur pilotis d'origine dans l'enceinte du musée.
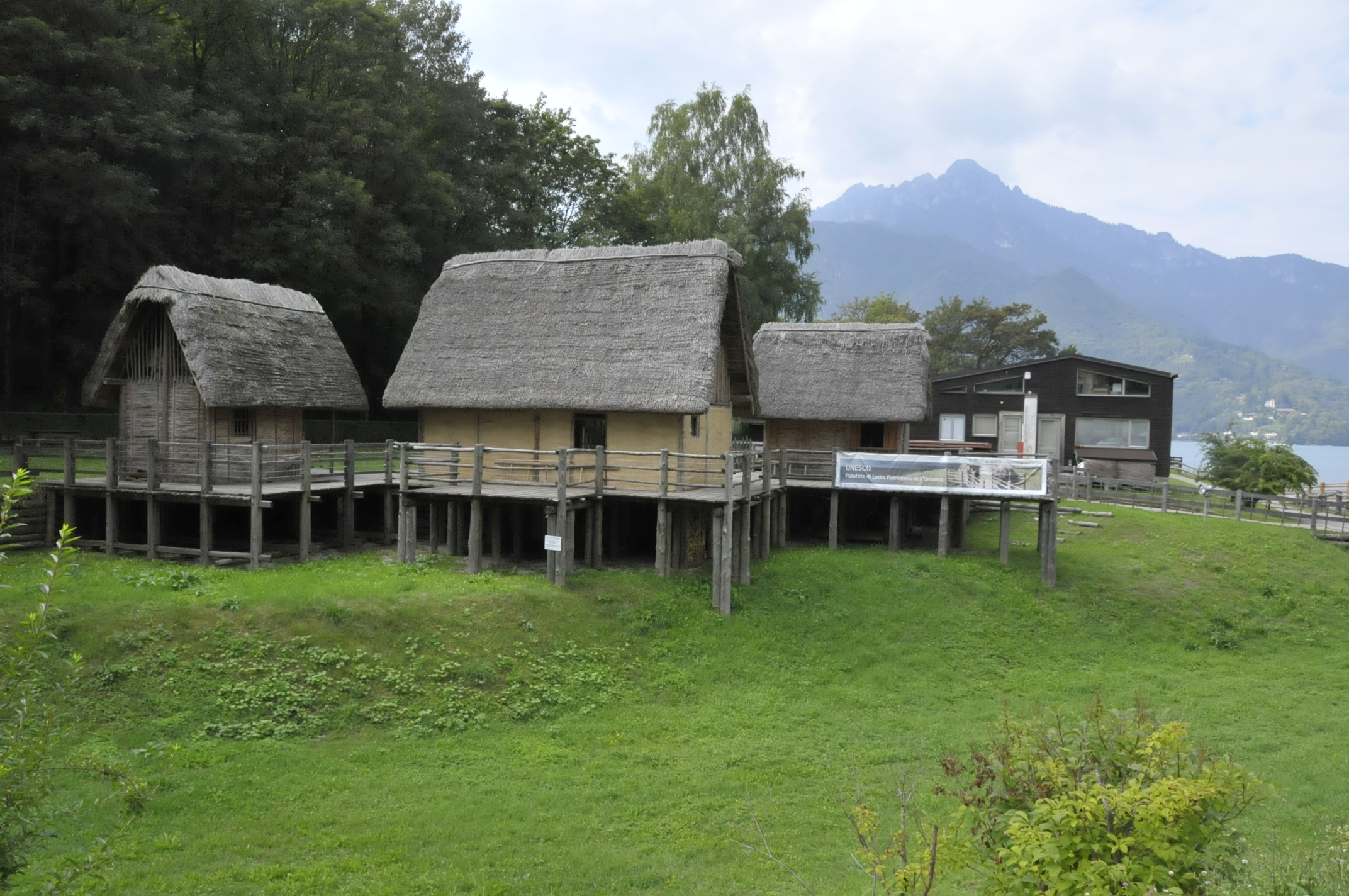
Habitations sur pilotis dans la zone du musée.
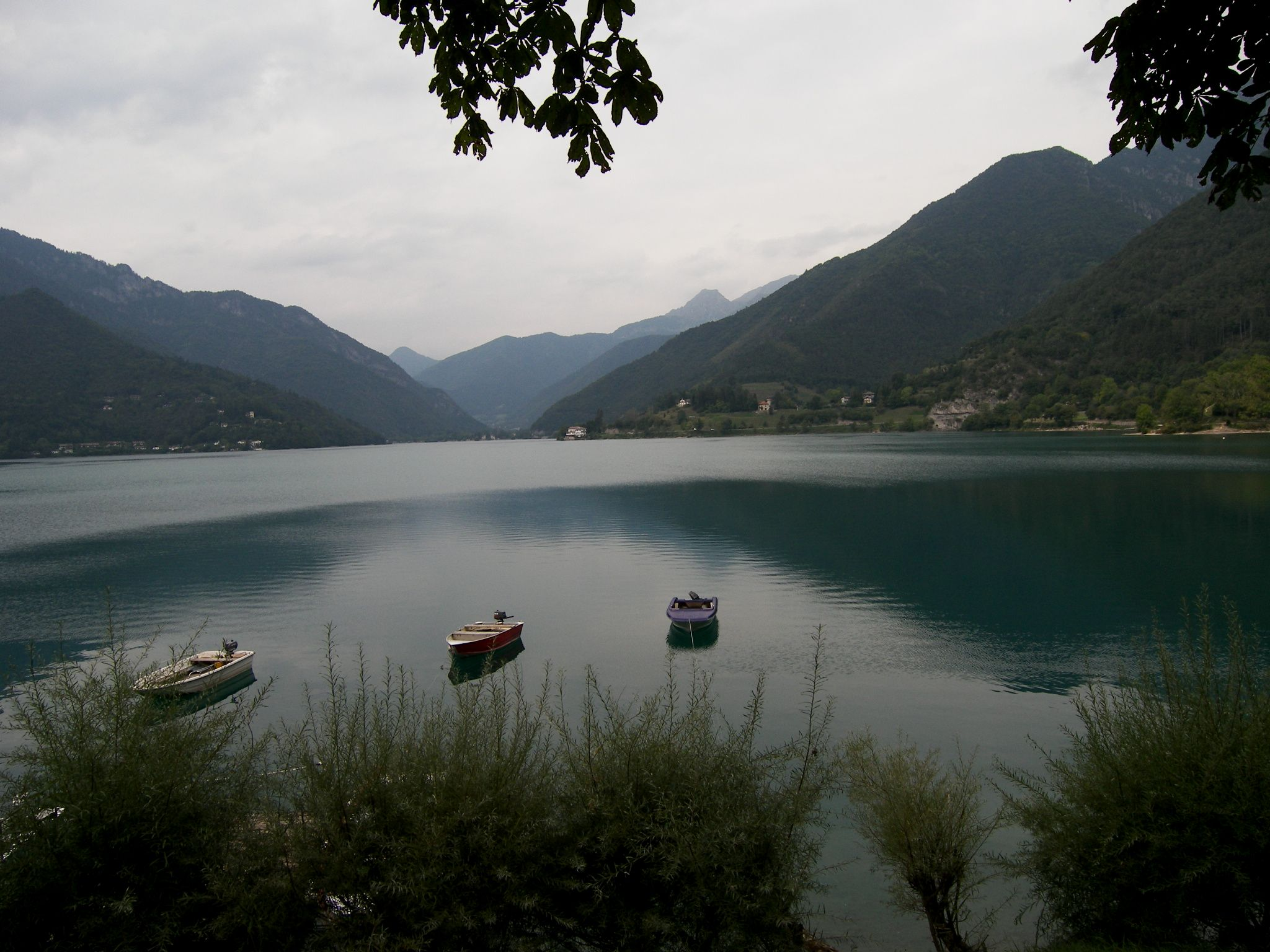
Vue sur le lac.
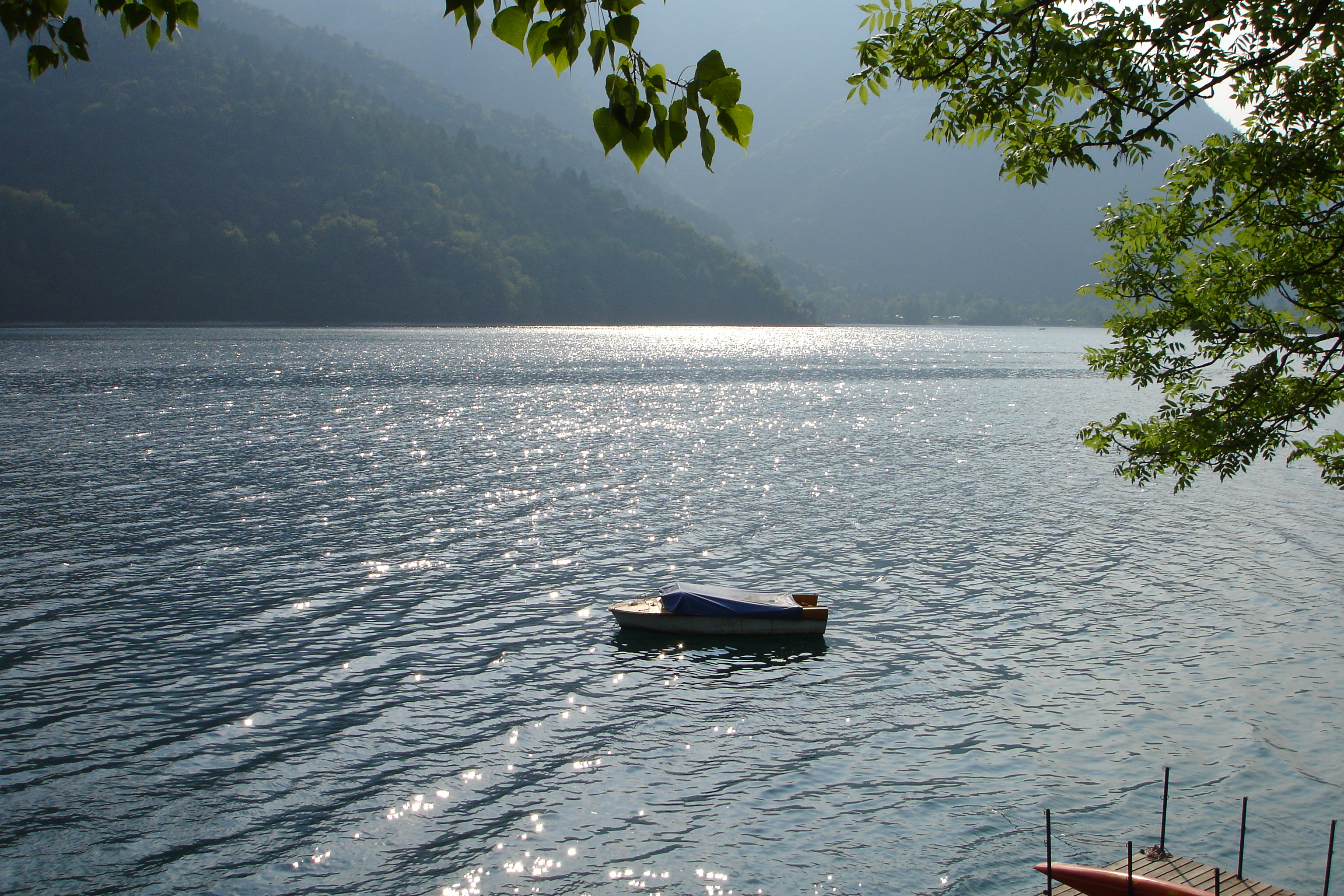
Vue sur le lac.
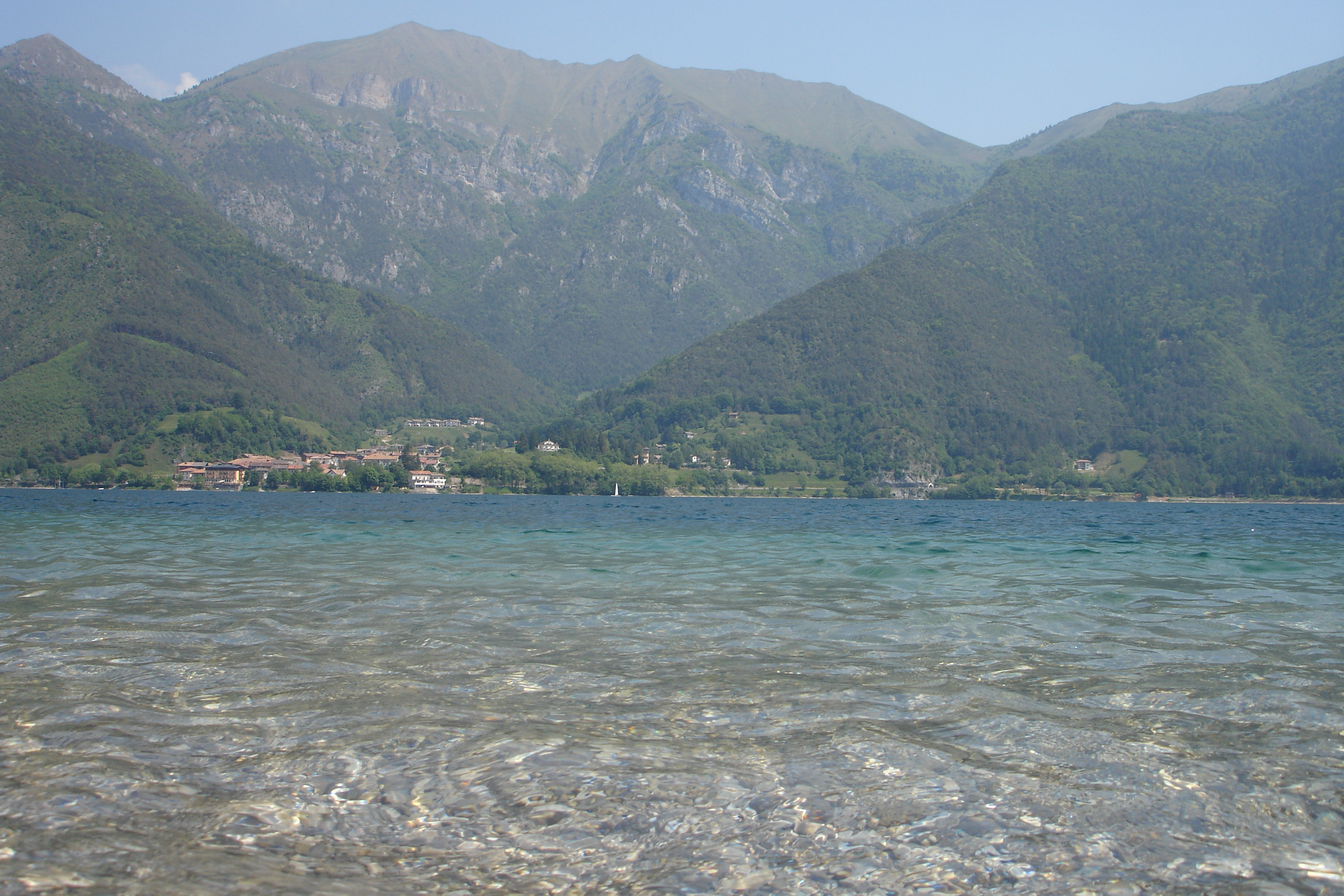
Vue sur le lac.
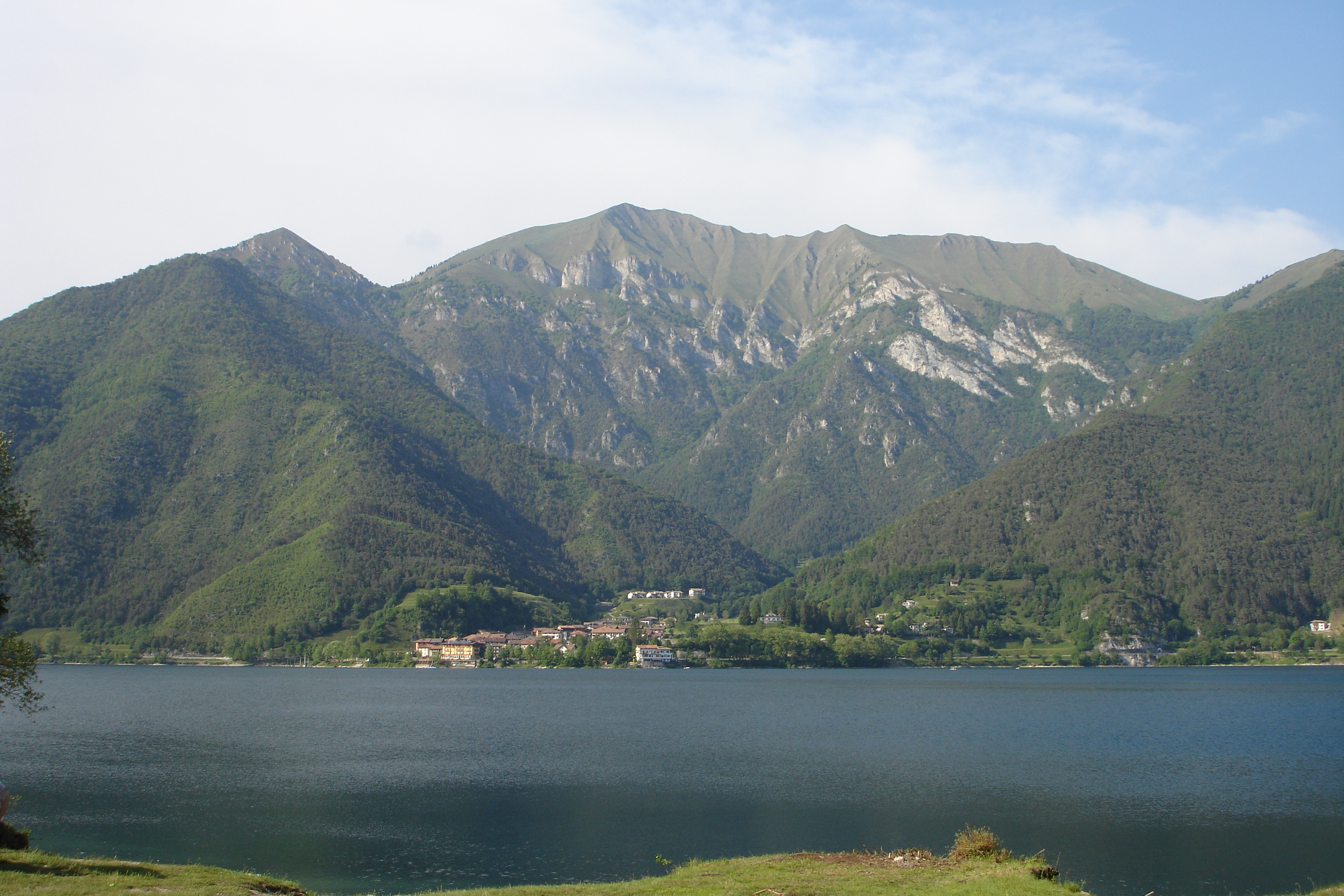
Vue de Cima Pari
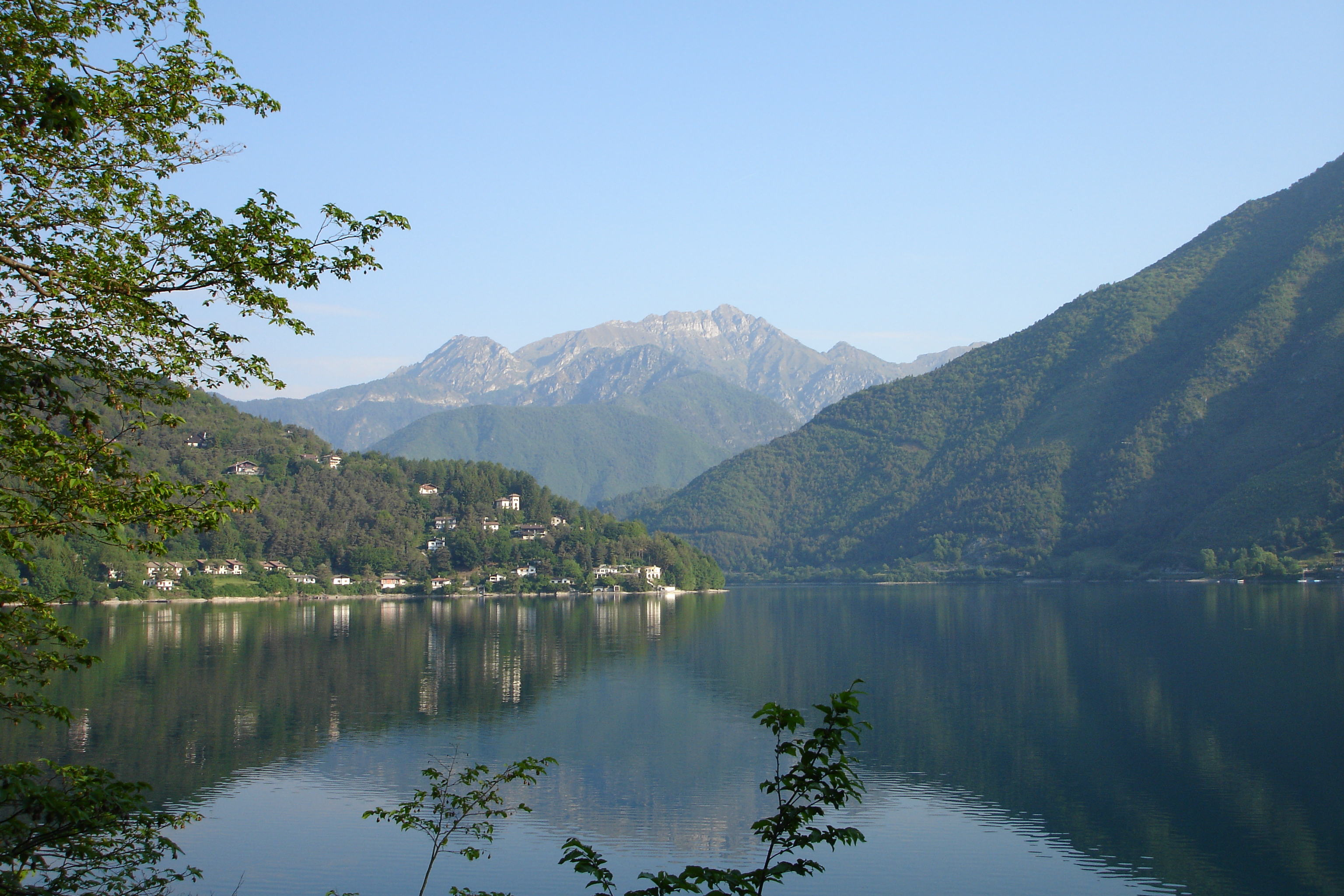
Vue du Monte Cadria.
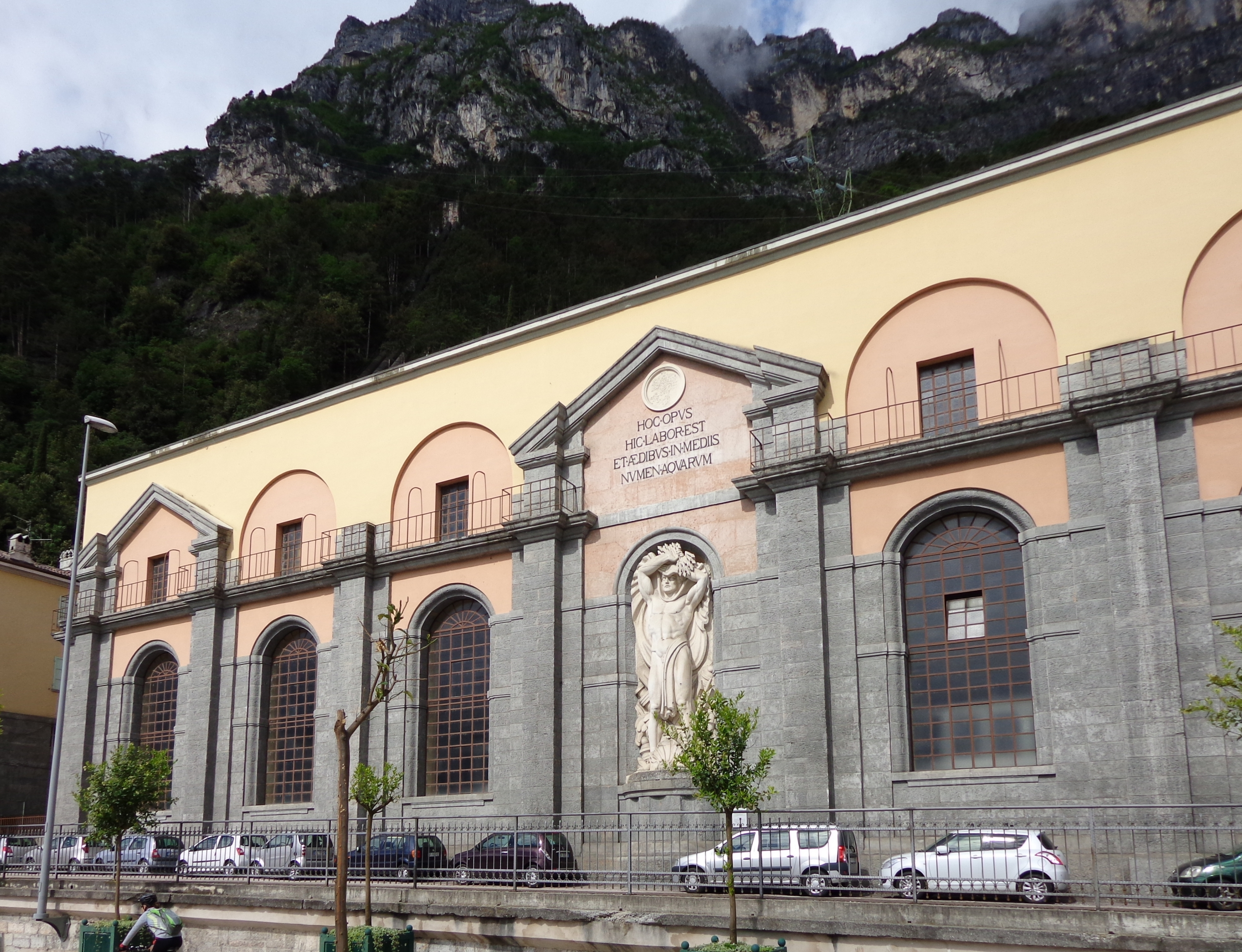
Centrale de stockage à Riva del Garda.